# Ponte Novu
Die Ponte Novu ist die Ruine einer Brücke auf Korsika über den Fluss Golo beim Weiler Ponte Novu auf dem Gebiet der Gemeinde Castello-di-Rostino. Die ehemals fünfbögige Steinbogenbrücke wurde wahrscheinlich im 17. Jahrhundert von den Genuesern errichtet. Sie war 1769 Schauplatz der Schlacht bei Ponte Novu, die das Ende der jungen Korsischen Republik und den Beginn der französischen Herrschaft bedeutete. Im Zweiten Weltkrieg wurde die Brücke von abrückenden deutschen Truppen 1943 zerstört.
Die Brücke ist seit 1993 als Monument historique eingestuft.
Rund um die Brückenruine gestalten die Einwohner von Ponte Novu an jedem Jahrestag der Schlacht eine Gedenkzeremonie.
Wenige Meter flussabwärts wurde für die Landstraße Route territoriale 20 ein neues Brückenbauwerk errichtet.

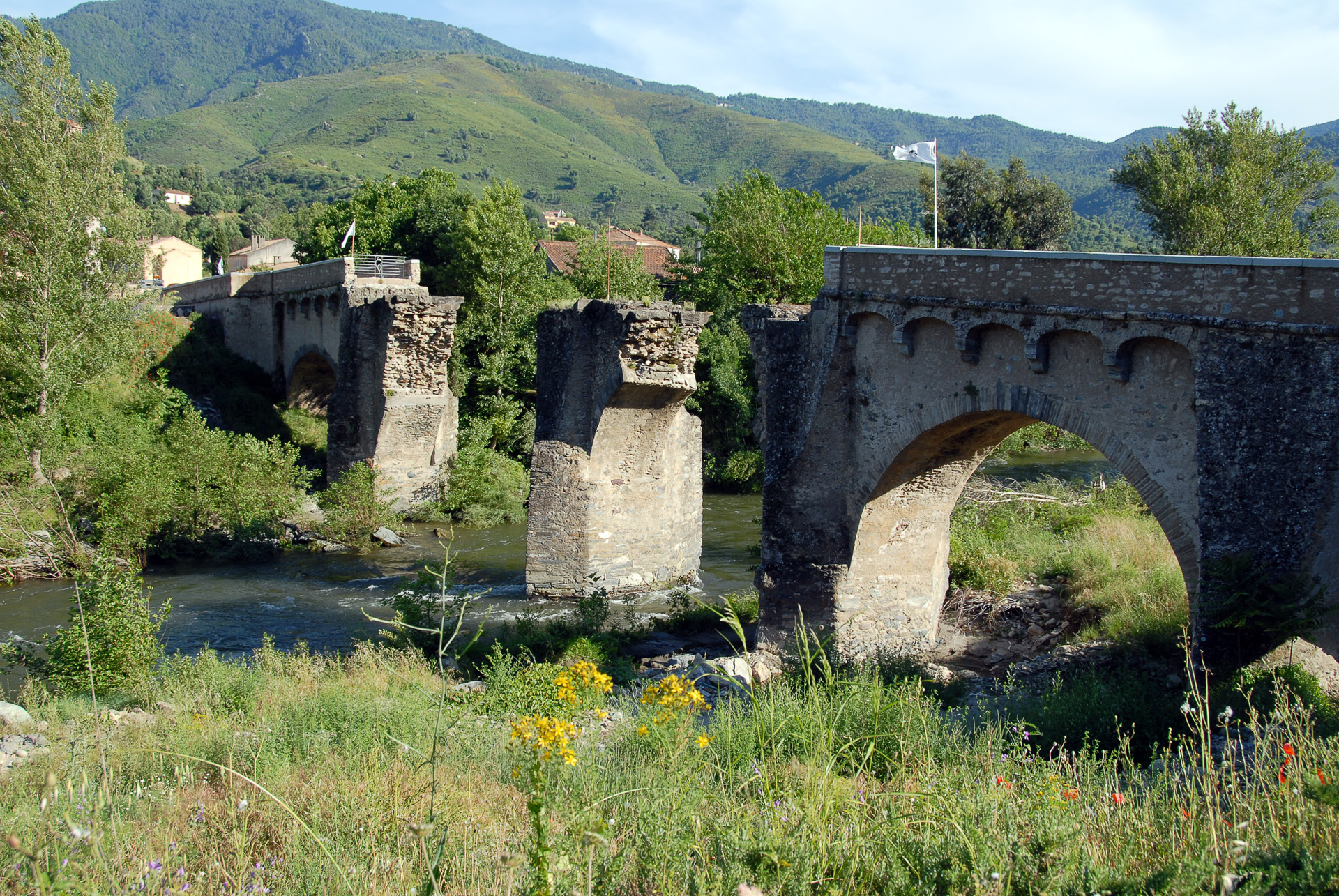
Ponte Novu, 2009
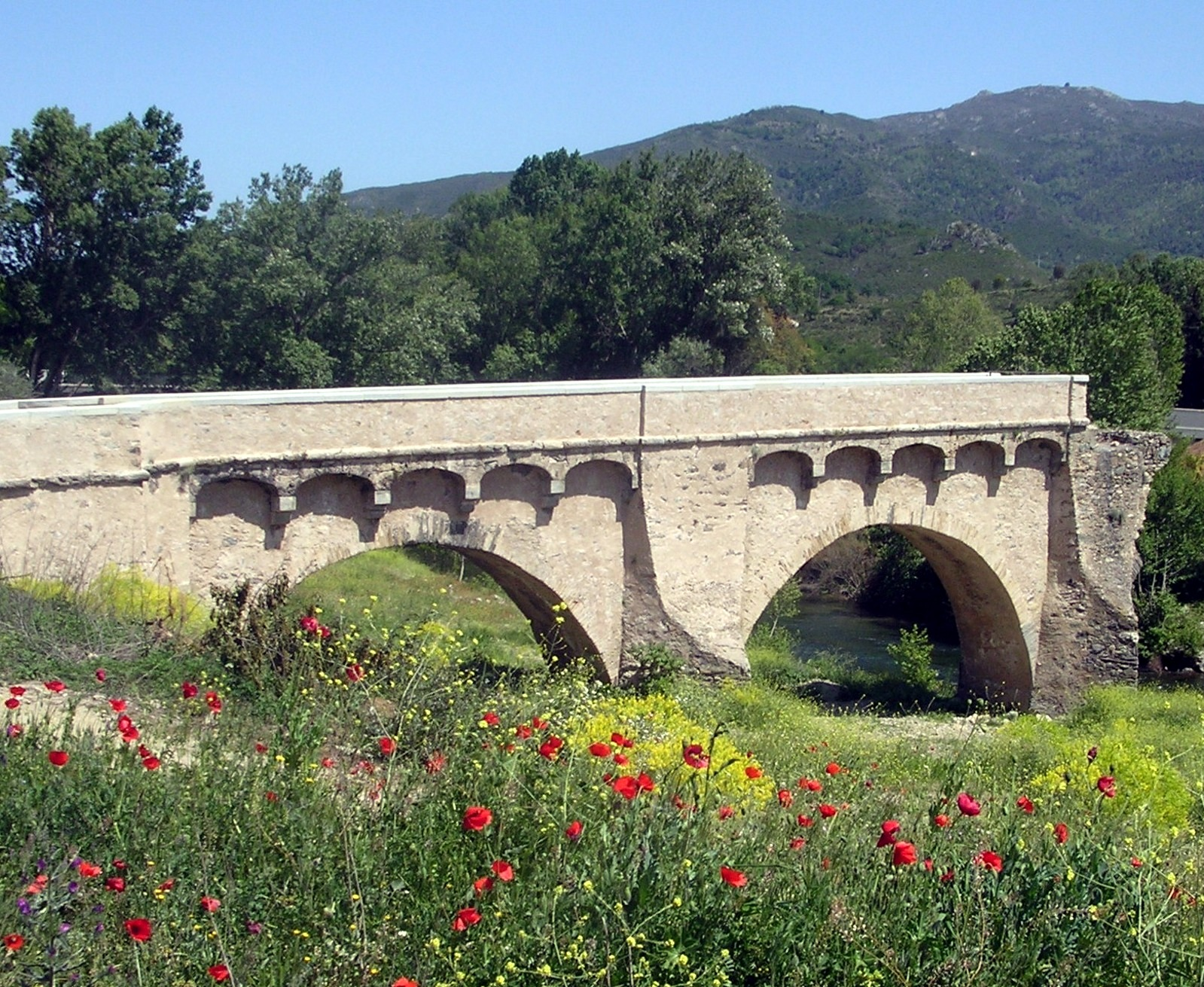
Ponte Novu, 2008
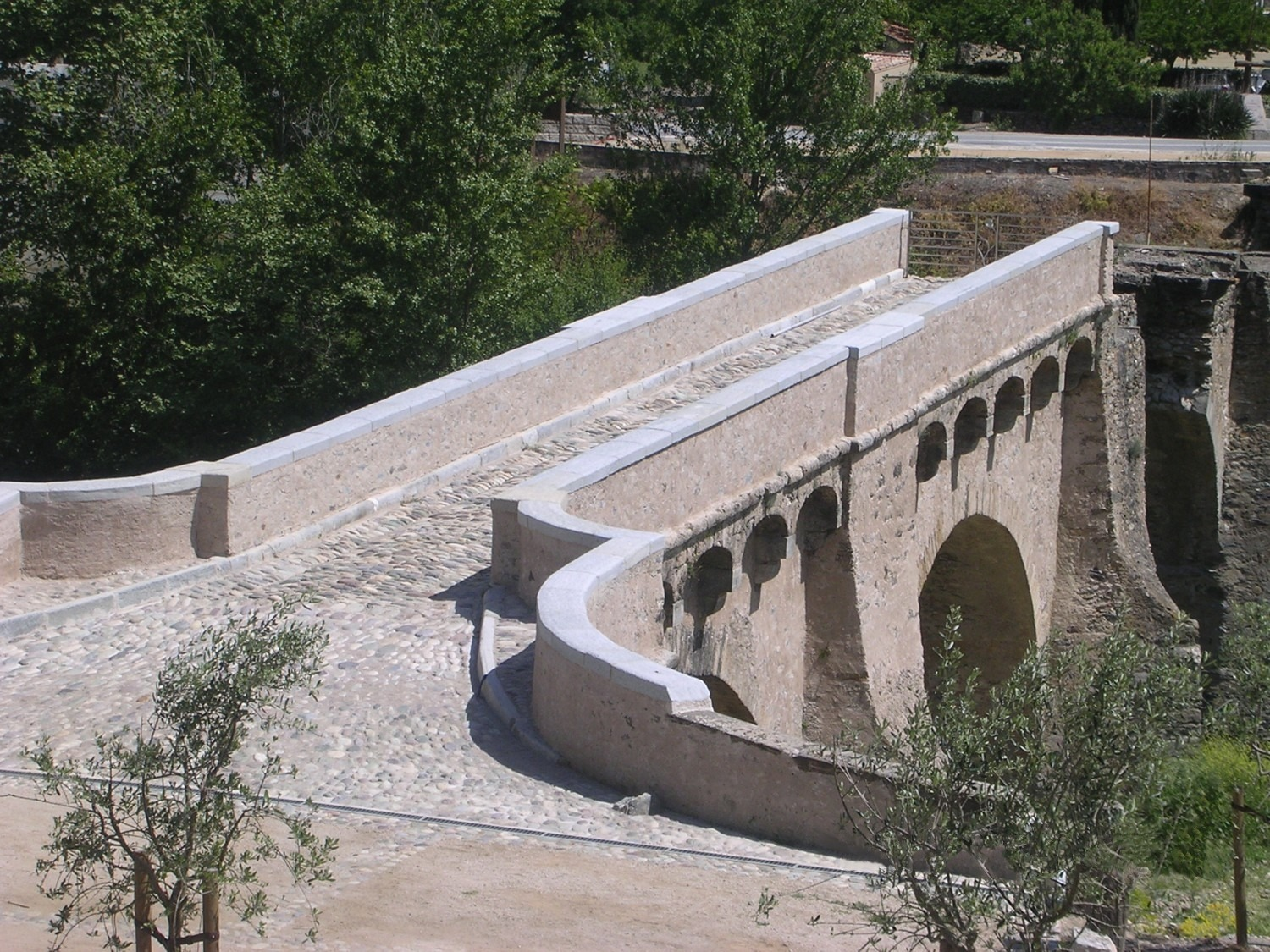
Ponte Novu, 2008
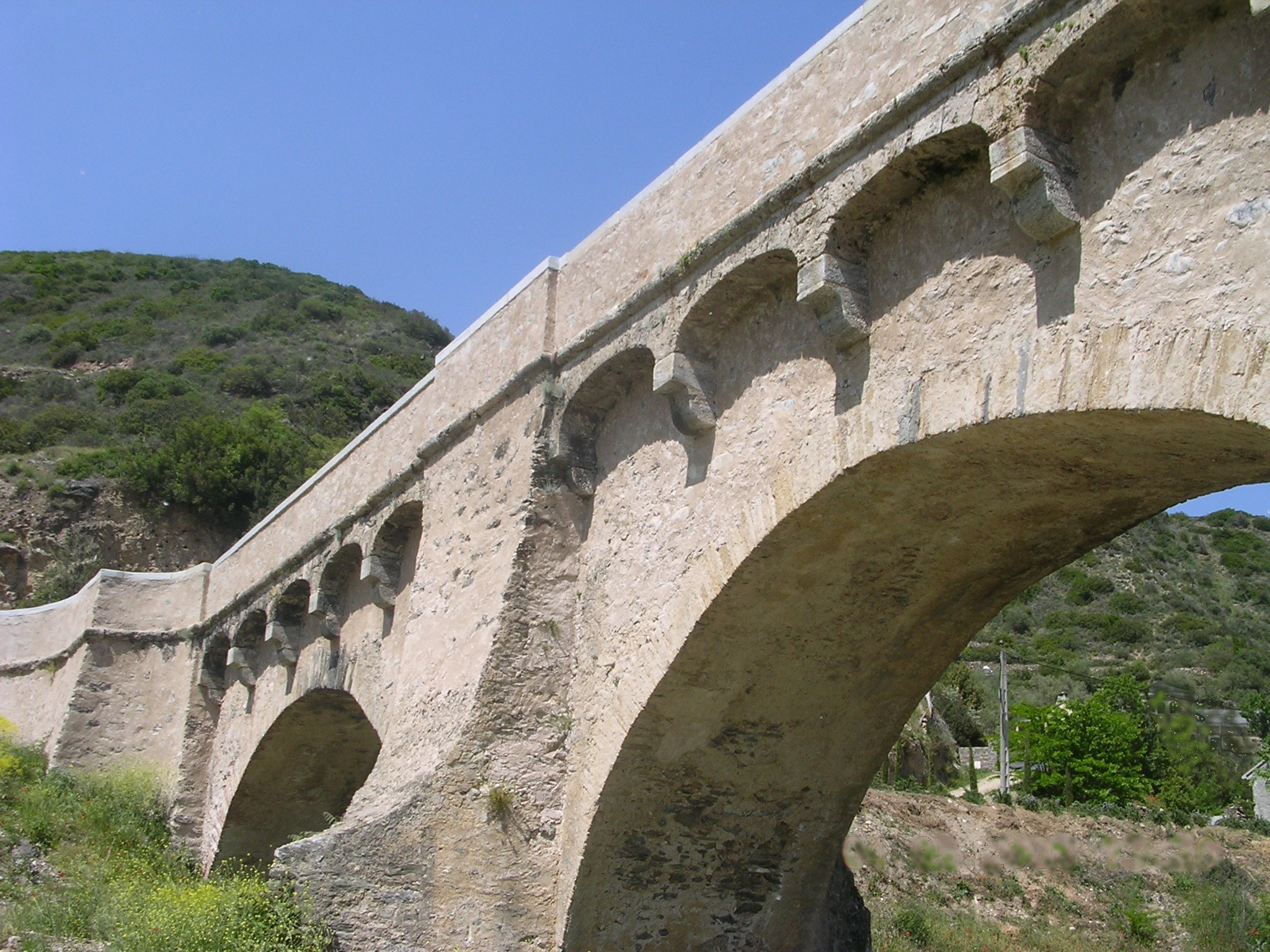
Ponte Novu, 2008
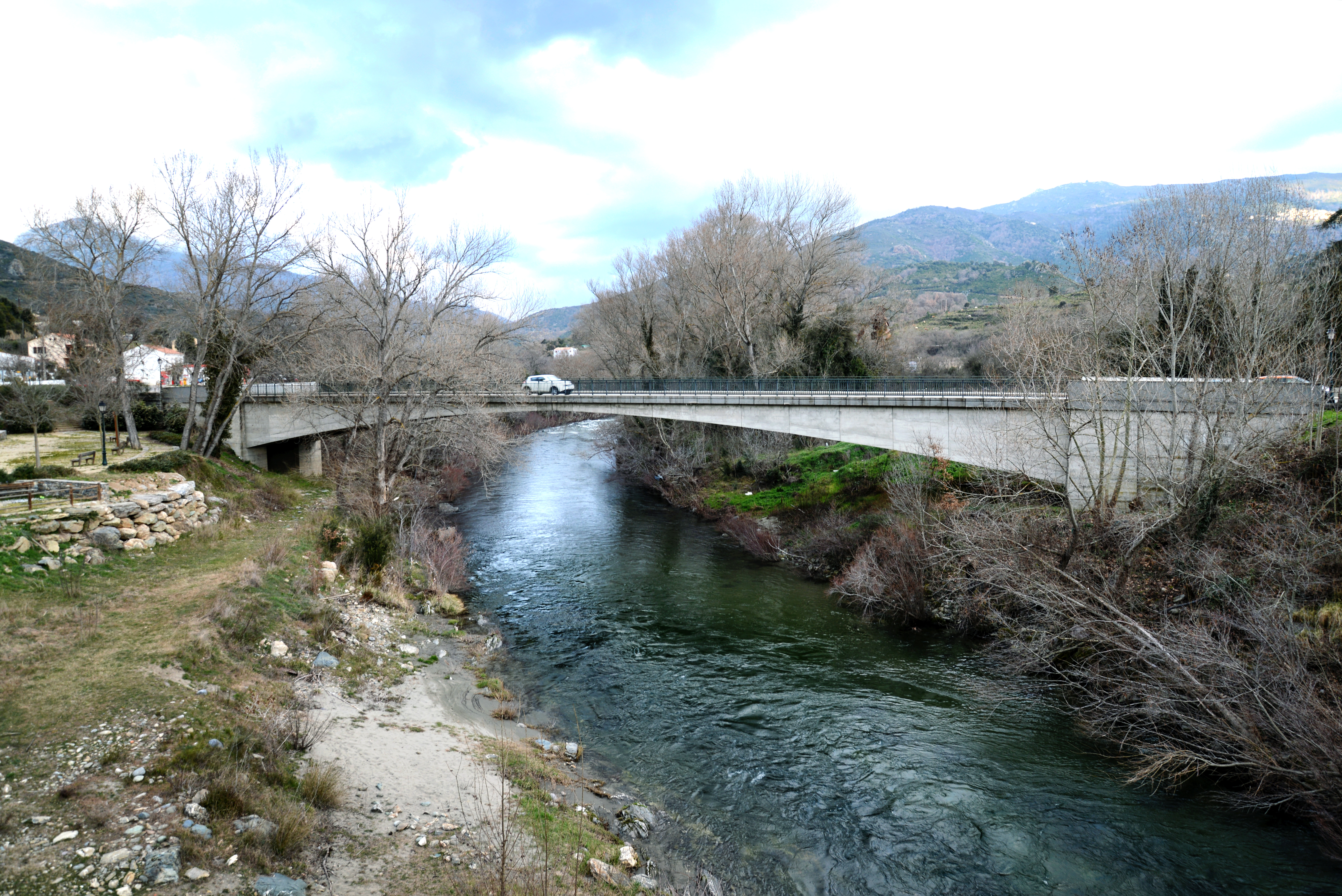
Neue Brücke, 2013